# Oona Chaplin
Oona Castilla Chaplin (født 4. juni 1986) er en spansk-schweizisk skuespillerinde. Hendes roller inkluderer Talisa Maegyr i HBO tv-serien Game of Thrones, Kitty Trevelyan i BBC-dramaet The Crimson Field og Zilpha Geary i serien Taboo.
Hun er medlem af Chaplin-familien, hun er datter af skuespillerinden Geraldine Chaplin, barnebarn af den engelske filmskaber og skuespiller Charlie Chaplin, og oldebarn af den irsk-amerikanske dramatiker Eugene O'Neill. Hun blev opkaldt efter sin mormor Oona O'Neill, Charlie Chaplins fjerde og sidste kone.